# 箕浦康太
箕浦 康太（みのうら こうた、1998年12月30日 - ）は、日本の男性プロレスラー。岐阜県羽島市出身。DRAGON GATE所属。血液型O型。

## 来歴
岐阜県立岐阜工業高等学校卒業。
2018年7月5日、DRAGON GATE後楽園ホールにおける対吉野正人&Ben-K&ジェイソン・リー戦（箕浦のパートナーはパンチ富永＆"brother"YASSHI）でデビュー。
11月6日、望月成晃率いる「望月道場」に加入。
2020年8月2日、和歌山大会にでオープン・ザ・ツインゲート王座を初戴冠（箕浦のパートナーはジェイソン・リー）。同年12月16日、後楽園ホール大会にてジェイソン・リー、シュン・スカイウォーカーらとMASQUERADEを結成。
2021年のKING OF GATEでは予選ブロックを全勝で勝ち上がり準優勝を果たした。
2022年3月、土井成樹、石田凱士、ミノリータとGOLD CLASSを結成。
2022年のKING OF GATEでは敗者復活戦から決勝へ進出するも、吉岡勇紀に敗れ2年連続の準優勝に終わった。
同年7月7日の後楽園ホール大会でKAIと近藤によるドリームゲート戦の試合終盤に突然場内を暗転させ、暗闇に紛れて近藤を椅子でKO。団体最高峰の王座戦を無効試合にするという暴挙に出た。
試合を台無しにされた近藤とKING OF GATE覇者の吉岡を加えて3WAYで行われたドリームゲート次期挑戦者決定戦を制し、神戸ワールド大会2daysの2日目に挑戦する権利を獲得。前日に王座戴冠を果たした吉岡に挑むも敗れた。
2023年8月3日の後楽園ホール大会でBIGBOSS清水を破り、KING OF GATE初優勝。
8月20日大田区大会で、菊田円の持つドリームゲート王座に挑戦するも敗れた。
2024年6月5日後楽園ホール大会でYAMATOとの敗者髪切りマッチに敗れ丸坊主となった。
8月12日横浜武道館大会でGOLD CLASSを裏切りヒールユニットZ-Brats加入。
12月3日後楽園ホール大会ではKING OF GATE4年連続決勝進出もドラゴン・ダイヤに敗れ史上初2連覇とはならなかった。
12月15日福岡国際センター大会で、ジェイソン・リーと共にツインゲート王座奪取。68代王者となった。

## タイトル歴
DRAGON GATE
- オープン・ザ・ツインゲート王座
  - 第49代、第68代（w/ジェイソン・リー）[2]
- オープン・ザ・トライアングルゲート王座
  - 第74代（w/シュン・スカイウォーカー＆ジェイソン・リー)
  - 第77代（w/土井成樹＆石田凱士 with ミノリータ)
  - 第84代（w/Ben-K＆B×Bハルク)
  - 第86代（w/土井成樹＆ミノリータ）
- KING OF GATE優勝（2023年）

## 入場曲
- RISE IN GRACE[3]
- ILLUMINATE ROSES[1]

現在使用中。